# Rudolf Horacek
Rudolf Horacek (* 1915 in Mannswörth; † 1986 in Maria Gugging) war ein österreichischer bildender Künstler.
Er lebte und arbeitete ab 1981 im heutigen Haus der Künstler des Art/Brut Center Gugging im niederösterreichischen Maria Gugging. Sein Schaffen wird vorwiegend unter der Kategorisierung Art brut rezipiert, die im kunstwissenschaftlichen Diskurs jedoch fortwährend Diskussionen unterliegt.

## Leben
Horacek wurde 1949 Patient in der damaligen Heil- und Pflegeanstalt Gugging. 1979 begann er dort auf Aufforderung und, angeregt durch andere Klienten, zu zeichnen. 1981 gehörte er zur Gruppe von Patienten, die in das durch den Psychiater Leo Navratil gegründete „Zentrum für Kunst-Psychotherapie“, dem heutigen Haus der Künstler, zogen. Es folgte seine Beteiligung an zahlreichen internationalen Ausstellungsprojekten.

## Werk
Rudolf Horacek schuf ein kleines Œuvre von nur wenigen hundert Blättern. Im Zentrum seines Schaffens standen Zeichnungen von menschlichen Köpfen, die er mit Bleistift und gelegentlich mit Farbstift ausführte bzw. akzenthaft kolorierte. Diese Kopfdarstellungen sind rasterartig strukturiert. Die Raster füllte Horacek mit verschiedenen Zeichenschraffuren, Schriftelementen und Zahlenreihen, die sich in Schichten aufbauen und den Eindruck räumlicher Tiefe vermitteln. Immer wieder taucht der Schriftzug „Horacek in Mannswörth“ auf.
Horacek ist Schöpfer des Gemäldes „Horacek Rudolf in Mannswörth“, das bei der Eröffnung des museum gugging im Jahr 2006 zu dessen Bildmarke wurde.

## Ausstellungsbeteiligungen
- 1980: Sammlung Leo Navratil, Neue Galerie der Stadt Linz Wolfgang-Gurlitt-Museum, Linz.
- 1982: Die Künstler aus Gugging, Heidelberger Kunstverein, Heidelberg.
- 1984: Gugging, Collection de l’Art Brut, Lausanne.
- 1987: Autour de Gugging, L’Aracine, Neuilly sur Marne.
- 1990: Gugging. Œuvres récentes, Collection de l’Art Brut, Lausanne.
- 2007: blug. 4 Jahrzehnte Kunst aus Gugging, museum gugging, Maria Gugging.
- 2009: gugging.! in Wien, Bank Austria Kunstforum, Wien; gugging classics 2.!, museum gugging, Maria Gugging.
- 2011: gugging classics 4.!, museum gugging, Maria Gugging; gugging classics 3.!, museum gugging, Maria Gugging.
- 2013: small formats.!, museum gugging, Maria Gugging; weltallende - august walla und die künstler aus gugging, Koroška galerija likovnhi umetnosti, Slovenj Gradec.
- 2014: gugging meisterwerke.!, museum gugging, Maria Gugging; Faces from Gugging, kunst galerie fürth, Fürth.
- 2018–2021: gehirngefühl.! kunst aus gugging von 1970 bis zur gegenwart, museum gugging, Maria Gugging.[3]